# Denisovite
La denisovite è un minerale.